# Georg Schicht (Unternehmer, 1820)
Johann Georg Schicht, auch Georg Schicht der Ältere (* 15. März 1820 in Ringelshain; † 7. Oktober 1887 in Görlitz, begraben in Schreckenstein), war ein deutschböhmischer Unternehmer. Mit der Gründung seiner Seifensiederei im Jahr 1848 legte er den Grundstein für eines der bedeutendsten Unternehmen in der Industriegeschichte Böhmens sowie der k. u. k.-Monarchie. Aus diesem kleinen Handwerksbetrieb erwuchs die Georg Schicht AG.

## Leben
Georg II. wurde im Haus Nr. 101 in Ringelshain als Sohn des Fleischhauermeisters Anton Schicht (1783–1846) und dessen Ehefrau Rosalia, geborene Dittrich, geboren. Es ist anzunehmen, dass Schicht die Volksschule besuchte und anschließend eine Ausbildung bei seinem Vater absolvierte, um die Fleischhauerei zu übernehmen.
Am 6. Juli 1848 erhielt Schicht die behördliche Genehmigung zur Errichtung einer Seifensiederei, zu der wenig später auch eine Kerzenzieherei hinzukam. Geschickt verstand er es, Rohstoffe und Waren kostengünstig einzukaufen und profitabel zu verarbeiten oder weiterzuverkaufen. Auf diese Weise gelang ihm der Übergang von einem kleingewerblichen Unternehmen zu einer Fabrik. Im gleichen Jahr heiratete er Theresia (1829–1900), die Tochter des Handwerkers Wenzel Sänze (1805–1855).
Den drohenden Krieg von 1866 erkannte er frühzeitig und erwarb vor Kriegsausbruch große Mengen an Mehl, das er mit erheblichem Gewinn veräußern konnte. Die Mithilfe seiner neun Kinder trug ebenfalls zur Erweiterung seines Betriebs bei. 1867 wurde das Stammhaus erneuert, und 1877 begann der Erweiterungsbau des nunmehr zur Fabrik entwickelten Betriebs. Bereits ein Jahr später übergab Schicht das Unternehmen, das aber weiterhin auf seinen Namen lautete, an seine Söhne Josef (1851–1923), Franz (1853–1924) und Johann, zu denen später auch Heinrich (1857–1929) stieß. Schicht selbst zog sich nach Reichenberg zurück und leitete dort die neu eröffnete Filiale.
Die Expansion des Unternehmens und der Fabrik, die sein Sohn Johann vorantrieb, verunsicherte ihn jedoch so sehr, dass er in die Heilanstalt für Nerven- und Gemütskranke in Görlitz, unter der Leitung von Karl Ludwig Kahlbaum, eingewiesen werden musste. Dort verstarb er am 7. Oktober 1887.